# Andy Varipapa
Andrea Varipapa, detto Andy (soprannominato the Greek, ossia il greco, per via delle sue origini arbëresh; Carfizzi, 31 marzo 1891 – Hempstead, 25 agosto 1984), è stato un giocatore di bowling italiano naturalizzato statunitense, divenuto famoso in tutto il mondo per i singolari lanci ad effetto che riusciva a dare alle bocce.

## Biografia
Andrea Andy Varipapa nacque a Carfizzi, piccolo comune di etnia albanese, professante il "rito greco" (bizantino), in provincia di Crotone in Calabria, il 31 marzo 1891 da Francesco e Concetta Fuoco. In seguito alla morte del padre, lui e la sua famiglia decisero di emigrare negli Stati Uniti stabilendosi a New York, nel quartiere di Brooklyn.
Prima di diventare un giocatore di bowling professionista praticò altri sport, come il baseball, il golf e la boxe. La sua carriera nel mondo del bowling ebbe inizio nel 1920 e ben presto il suo livello di fama crebbe sempre di più, diventando così uno dei primi giocatori di bowling professionisti degli Stati Uniti. Venne considerato «il più grande one-man show del bowling sulla Terra» per via degli straordinari e numerosi effetti di rotazione che sapeva dare alle bocce che lanciava sulla corsia, quasi come una sorta di palla boomerang a rientrare.
Nel 1947, all'età di 56 anni, vinse la prestigiosa competizione BPAA All-Star (predecessore degli U.S. Open), consistente in 100 estenuanti partite, facendolo così diventare il più anziano vincitore di sempre. Fu anche il primo a vincere tale competizione per due anni di fila, avendo trionfato anche nel 1948, nonostante la disperata rimonta dello sfidante Joe Wilman. Nel 1949 andò vicino alla terza vittoria consecutiva, finendo però al secondo posto dietro Connie Schwoegler di Madison, Wisconsin.
All'età di 78 anni, pur non essendo mancino, imparò a lanciare le bocce anche con la mano sinistra, dal momento che cominciò ad avere un po' di difficoltà a farlo con la sua mano naturale, la destra. Visse fino all'età di 93 anni, ma nonostante l'età avanzata proseguì nell'attività agonistica.
Andy Varipapa morì a Hempstead il 25 agosto 1984.

## Palmarès
- BPAA All-Star
  -  Oro, singolo (1947)
  -  Oro, singolo (1948)
  -  Argento, singolo (1949)

## Curiosità
- In suo onore è nota l'espressione Andy Varipapa 300, un gioco all'interno del bowling che consiste nel fare 12 strike di fila in 2 partite.
- Il personaggio di Andy Varipapa è protagonista del romanzo La felicità dell'attesa di Carmine Abate[5].
- Il cantautore calabrese Cataldo Perri ha scritto una canzone in suo onore.

## Filmografia

### Cortometraggi
- Strikes and Spares, diretto da Felix E. Feist (1934)
- Bowling Tricks, diretto da Dave O'Brien (1948)